# 長安寺 (佐渡市)
長安寺（ちょうあんじ）は、新潟県佐渡市にある真言宗豊山派の寺院。山号は陽雲山。本尊は阿弥陀如来。

## 歴史
中世以前の沿革は明らかでない。縁起によれば、天長8年（831年）の創建で、当初天長寺と号したといい、仁安3年（1168年）に僧・定光が再興したという。中世には12坊を有した。

## 文化財
- 木造阿弥陀如来坐像
- 銅鐘（朝鮮鐘）